# Brian Hibbard
Brian Hibbard (* 26. November 1946 in Ebbw Vale; † 18. Juni 2012 in Cardiff) war ein britischer Sänger und Schauspieler. Bekannt wurde er als Leadsänger der A-cappella-Formation The Flying Pickets.

## Werdegang
Vor Beginn seiner Künstlerkarriere übte Hibbard eine ganze Reihe unterschiedlicher Berufe aus, darunter Lehrer, Stahlarbeiter und Schornsteinfeger. 1982 gehörte er zu den Gründungsmitgliedern der Acapella-Formation The Flying Pickets, mit der er als Lead-Sänger mit der Single Only You (im Original von Yazoo) in Großbritannien und Deutschland einen Nummer-eins-Hit landete.
1986 verließ Hibbard die Flying Pickets, um verstärkt der Schauspielerei nachzugehen. Er war insbesondere in einer Reihe britischer Fernsehserien zu sehen, darunter Coronation Street, Emmerdale oder in der Seifenoper Pobol y Cwm.
Im Jahr 2000 wurde bei Hibbard Prostatakrebs diagnostiziert, an dem er im Juni 2012 starb. Er hinterließ seine Frau, die ebenfalls Schauspielerin ist, sowie drei Kinder.